# Ericaella
Ericaella là một chi nhện trong họ Miturgidae.